# Презиме
Презимето (също бащино име) е част от пълното име, което обикновено се изписва между личното име и фамилното име. Презимето е разпространено най-вече в Европа и Западния свят. В България, то представлява патроним – образува се на база личното име на бащата. В някои култури е често срещано даден човек да има повече от едно презиме. На запад презимето често се съкращава. В Исландия, фамилното име не се използва за сметка на бащиното/майчиното име и това име не се променя при сключване на брак.
Все още не е постигнат консенсус относно това кога са възникнали презимената. В днешно време употребата на презимената в известна степен е затруднена от компютърните бази данни, които обикновено приемат само едно презиме.